# Sendenhorst
Sendenhorst é uma cidade da Alemanha, localizado no distrito de  Warendorf, Renânia do Norte-Vestfália. Possui uma população de 13.373 habitantes.